# Afrique orientale italienne
Pour les articles homonymes, voir AOI.
1936 – 1941 (de facto) 1947 (de jure)
Entités précédentes :
- Empire éthiopien
- Érythrée italienne
- Somalie italienne
- Somalie britannique

Entités suivantes :
- Empire éthiopien
- Érythrée
- Territoire sous tutelle de Somalie
- Somalie britannique

L’Afrique orientale italienne (en italien : Africa Orientale Italiana, AOI) est une colonie italienne en Afrique de l'Est, constituée par la fusion des territoires de l’Éthiopie avec la Somalie italienne et l'Érythrée. Cette entité administrative est formée en 1936 après la victoire italienne lors de la seconde guerre italo-éthiopienne et disparait avec la défaite italienne à l'issue de la campagne d'Afrique de l'Est en 1941.
La fin officielle de l'Afrique orientale italienne sera toutefois actée au traité de Paris de 1947.

## Histoire

### Création
La conquête de l'Éthiopie par l'Italie est en partie motivée par le désir d'effacer l'humiliation subie par les Italiens à la bataille d'Adoua, en 1896. En 1935, pourtant, l'heure n'est plus aux conquêtes coloniales.
Le conflit avec l'Éthiopie s'étale de l'incident de Welwel à la fin de 1934 à la prise d'Addis-Abeba en mai 1936, et la création de l'AOI. Les appels du negus Haïlé Sélassié Ier à la communauté internationale eurent peu d'échos, bien que son pays soit membre de la Société des Nations (SDN). Les puissances européennes soutiennent de fait la conquête italienne, en instaurant un embargo sur les ventes d'armes.
En août 1940, la conquête du Somaliland britannique agrandit encore la colonie italienne.

### Fin de l'AOI
En 1940, l'Afrique orientale italienne était pratiquement isolée de l'Italie. Les liaisons maritimes étaient coupées et l'approvisionnement, qui pouvait uniquement arriver par les airs, parvenait en faible quantité. Au début de la campagne d'Afrique de l'Est, les Italiens disposaient d'environ 90 000 hommes, auxquels il fallait ajouter environ 200 000 Askaris (troupes indigènes). L'entraînement de ces dernières était cependant faible et les garnisons italiennes étaient trop éloignées les unes des autres, notamment en raison de la faible qualité des routes du territoire, ce qui permit aux Britanniques et aux Éthiopiens de les attaquer séparément.
Le 27 mars 1941, la ville de Keren est capturée par les troupes britanniques après une dure bataille. Après la reddition de Massaoua le 8 avril, l'Italie perd l'Érythrée. La guerre sur ce front est perdue en mai 1941 lorsque Amédée de Savoie, duc d'Aoste se rend à la bataille Amba Alagi. Les combats se poursuivent néanmoins jusqu'au 28 novembre de la même année, lorsque le général Guglielmo Nasi et les défenseurs de Gondar se capitulent.
D'un point de vue italien formel, l'Afrique orientale italienne cesse d'exister avec la ratification du traité de Paris de 1947, où l'Italie abandonne son empire colonial. Cependant, toutes les colonies italiennes sont occupées par les Britanniques à partir de 1941. Avec l'accord anglo-éthiopien du 31 janvier 1942, le gouvernement éthiopien d'Haïlé Sélassié recouvre la gestion de son territoire, hors quelques zones frontalières. En 1949, conformément à une décision de l'ONU, les Britanniques confient la Somalie aux Italiens pour un mandat de dix ans. L'Érythrée est fédérée à l'Éthiopie par l'ONU en 1952.

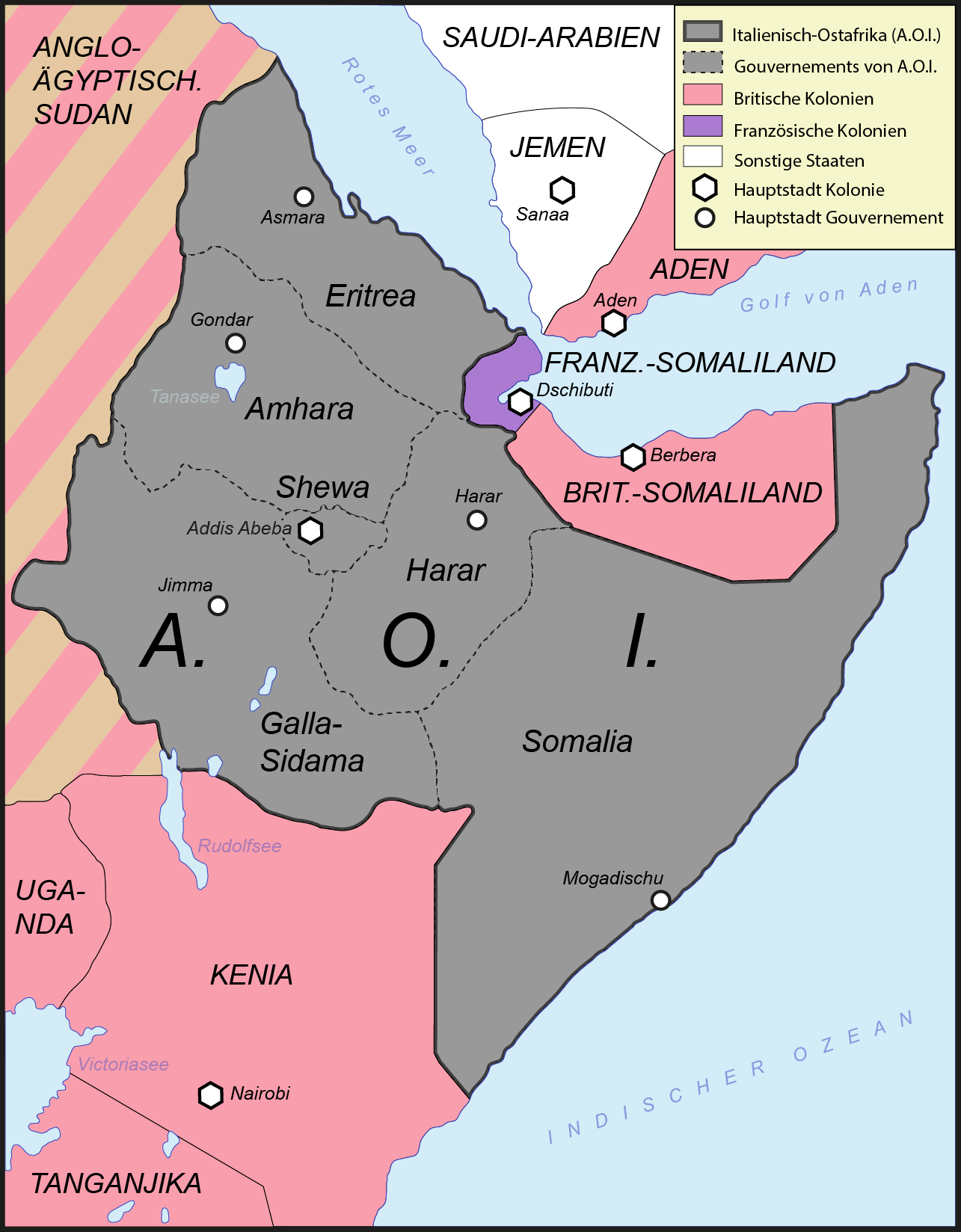
L'Afrique orientale italienne en 1936.
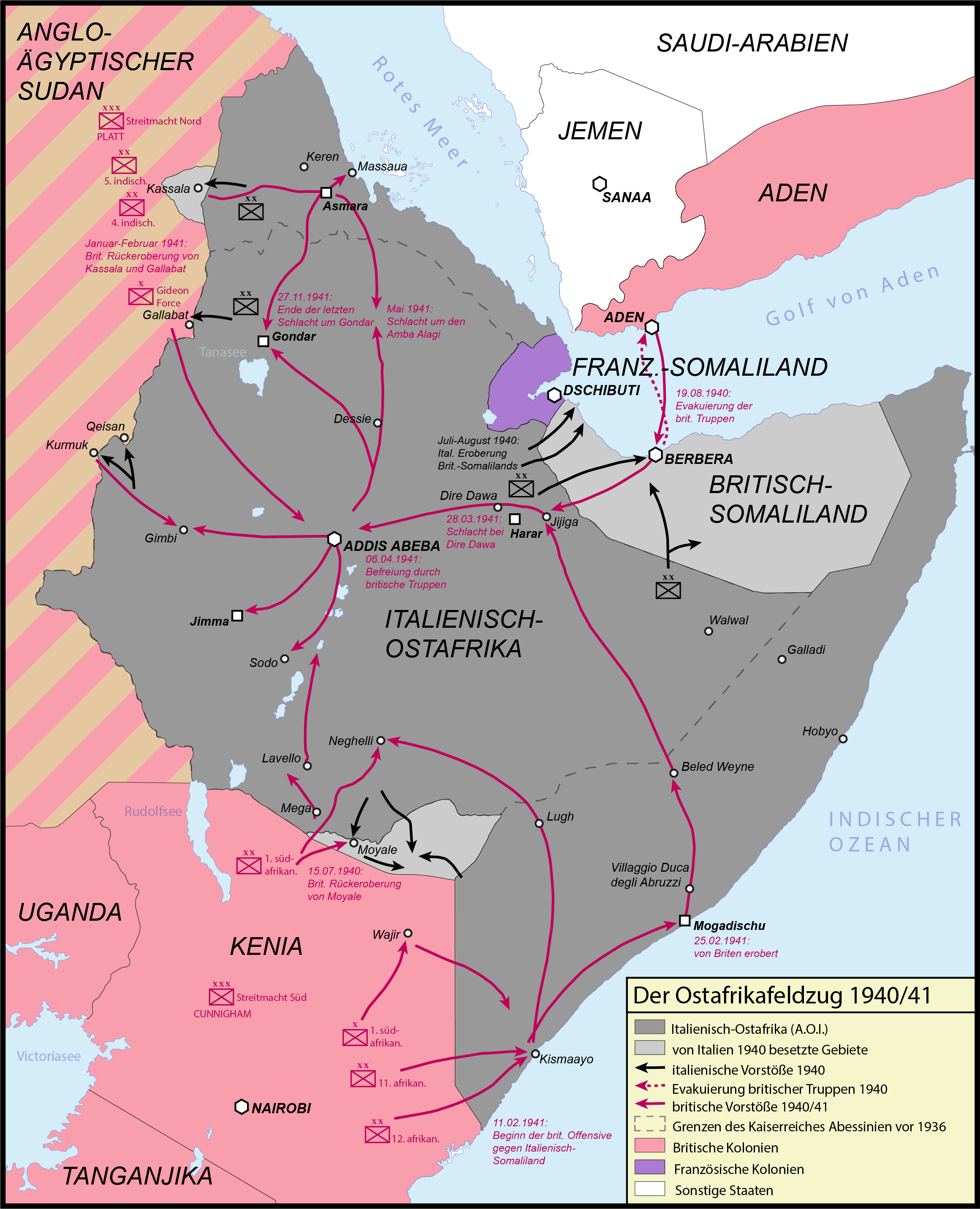
Front de l'Afrique de l'Est en 1940-1941.
Campagne d'Érythrée (1941).